# Бентон, Глен
Глен Майкл Бе́нтон (англ. Glen Michael Benton; род. 18 июня 1967, Тампа, Флорида) — бас-гитарист и вокалист флоридской дэт-метал-группы Deicide. Поскольку он является сатанистом, с начала и до середины 1990-х он приглашался как оппозиционная сторона на христианские радиопостановки, такие как шоу Боба Ларсона «Talk Back». По рейтингам журнала Terrorizer Бентон четыре года подряд был самым злобным мужчиной.

## Музыкальная деятельность
Глен Бентон наиболее известен в музыкальной среде своим участием в качестве басиста/вокалиста группы Deicide, бессменным лидером которой оставался в течение 12 альбомов, из которых самый последний — Overtures of Blasphemy. Бентон также пел в других дэт-метал-группах, в особенности в Vital Remains (альбомы Dechristianize и Icons Of Evil), в Napalm Death в песне «Unfit Earth» из альбома Harmony Corruption, в Cannibal Corpse в «Vomit the Soul» из Butchered at Birth и в «Skull Full Of Maggots» из Eaten Back to Life и был включён в 25 юбилейный альбом Roadrunner. Известно, что Глен Бентон интересуется мотоциклами, и один из них был запечатлён в видеоролике первого трека альбома «Scars of the Crucifix» («Шрамы от распятия»).
В пении Бентон сочетает глубокий гортанный, часто нечленораздельный, но невероятно мощный рык со скримингом. Изменение его методики пения хорошо прослеживается на протяжении всех выпущенных альбомов.

## Мировоззрение

### Сатанизм
Глен Бентон известен своей приверженностью к сатанизму и антихристианским убеждениям, а разжигание интереса с раннего возраста к сатанизму связывает со своей тётей. Однако Бентон не отождествляет свою позицию с деятельностью организованных культов (например, таких как Церковь Сатаны), а также с осуществлением неких ритуалов:

Я тот, кто я есть и я не приемлю какой-либо организованной религии в любой форме. Даже сатанизм — если он принимает форму церкви — мне там делать нечего. Я человек свободный, а не какой-нибудь малолетка — убийца кошек.
Бентон также знаменит тем, что выжег себе на лбу знак в виде перевёрнутого креста, для того чтобы этот символ сопровождал его всегда и везде. Этот шрам ясно виден на более ранних фотографиях музыканта.

### Самоубийство в 33 года
Одноименный альбом группы Deicide 1990 года был отмечен песнью «Sacrificial Suicide» («Жертвенное самоубийство»), в которой Бентон объявлял, что для того чтобы прожить жизнь в противоположность Христу, он планирует совершить самоубийство в возрасте 33 лет. Тем не менее, он не покончил с собой, а продолжил свою музыкальную деятельность. Впоследствии Бентон заявлял:

Я думаю, что проблемы каждого человека зарыты в первую очередь в нём самом. За последний год я прошёл через всё, что только можно себе представить. Моё сердце черно как уголь. Я любил лишь одного человека во всём мире — себя самого, и эта любовь — единственная в моей жизни. Любовь к женщине… я в это не верю. Любовь к своему ребёнку… быть может, не знаю. Я прошёл через всё — диабет, потерю жены, много, слишком много… Я был очень близок к суициду, но я выстоял. Время, как известно, лечит, а всё, что нас не убивает, делает нас сильнее. И я очень хорошо усвоил этот урок.

## Дискография

### Deicide
- 1987 — Feasting the Beast (в то время группа носила название Amon)
- 1989 — Sacrificial (в то время группа носила название Amon)
- 1990 — Deicide
- 1992 — Legion
- 1993 — Amon: Feasting the Beast
- 1995 — Once Upon the Cross
- 1997 — Serpents of the Light
- 1998 — When Satan Lives
- 2000 — Insineratehymn
- 2001 — In Torment in Hell
- 2003 — The Best of Deicide
- 2004 — Scars of the Crucifix
- 2006 — The Stench of Redemption
- 2007 — Doomsday L.A.
- 2008 — Till Death Do Us Part
- 2011 — To Hell with God
- 2013 — In the Minds of Evil
- 2018 — Overtures of Blasphemy
- 2024 — Banished By Sin

### Vital Remains
- 2003 — Dechristianize
- 2007 — Icons of Evil

### Гостевое участие
- 1990 — Cannibal Corpse, Eaten Back to Life / бэк-вокал на композициях Mangled и A Skull Full of Maggots
- 1990 — Napalm Death, Harmony Corruption / бэк-вокал на композиции Unfit Earth
- 1991 — Cancer, Death Shall Rise / бэк-вокал на композиции Hung, Drawn and Quartered
- 1991 — Cannibal Corpse, Butchered at Birth / бэк-вокал на композиции Vomit the Soul
- 1993 — Transmetal, Dante's Inferno / бэк-вокал на композициях Dante’s Inferno и Hymn for Him
- 2005 — Roadrunner United / вокал на композиции Annihilation by the Hands of God
- 2014 — Belphegor, Conjuring the Dead / вокал на композиции «Legions Of Destruction»